# باقر هاشمي
باقر هاشمي (2 أبريل 1994 بالأهواز في إيران - ) هو لاعب كرة قدم إيراني في مركز الدفاع. لعب مع نادي استقلال خوزستان.